# Mănulești
Mănulești – wieś w Rumunii, w okręgu Aluta, w gminie Sâmburești. W 2011 roku liczyła 121 mieszkańców.